# Fort Ransom
Fort Ransom był posterunkiem wojskowym powstałym na Terytorium Dakoty w roku 1867. Został wzniesiony dla ochrony szlaku osadniczego i budowniczych linii kolejowej Northern Pacific na odcinku pomiędzy miastami Fargo i Bismarck. Nazwany został dla upamiętnienia weterana wojny secesyjnej, generała majora Thomasa E.G. Ransoma. Fort został zbudowany na szczycie wzgórza Grizzly Bear, w miejscu wybranym przez generała brygady Alfreda H. Terry'ego.
17 czerwca 1867 roku przybył na miejsce batalion 10. pułku piechoty pod dowództwem majora dypl. George'a Crosmana rozpoczynając sypanie wałów, które to prace ukończone zostały w sierpniu. Budynki fortu wzniesiono z pni dębowych z pobliskiej doliny rzeki Sheyenne. Na zewnątrz wałów mieściły się baraki mieszkalne dla indiańskich zwiadowców.
Warunki bytowe załogi fortu były dość ciężkie. Wodę pitną dowożono ze źródła odległego o około pół kilometra. Do kąpieli wykorzystywano okoliczne rzeki. Na zewnątrz wałów założono ogrody warzywne, ale siano dla koni i bydła sprowadzano z łąk położonych 5 kilometrów na wschód od posterunku. 
Fort Ransom został rozebrany w roku 1872, a drewno zostało wykorzystane przy budowie fortu Seward w dzisiejszym Jamestown w hrabstwie Stutsman. Dowództwo armii uznało, że ochrona pracowników linii kolejowej Northern Pacific w miejscu budowy mostu nad rzeką James jest znacznie ważniejsza niż strzeżenie szlaku osadniczego. Ostateczna decyzja co do losów terenu wojskowego zapadła 14 lipca 1880 roku, kiedy to został on przekazany Departamentowi Spraw Wewnętrznych celem odsprzedania prywatnym właścicielom . 
Dawny fort znajduje się na południowo-zachodnich obrzeżach miejscowości Fort Ransom i 5 kilometrów na południe od parku stanowego Fort Ransom. Poza suchą fosą i zarysem budynków z dawnego posterunku nie pozostało nic.